# General Post Office
Pour les articles homonymes, voir GPO.

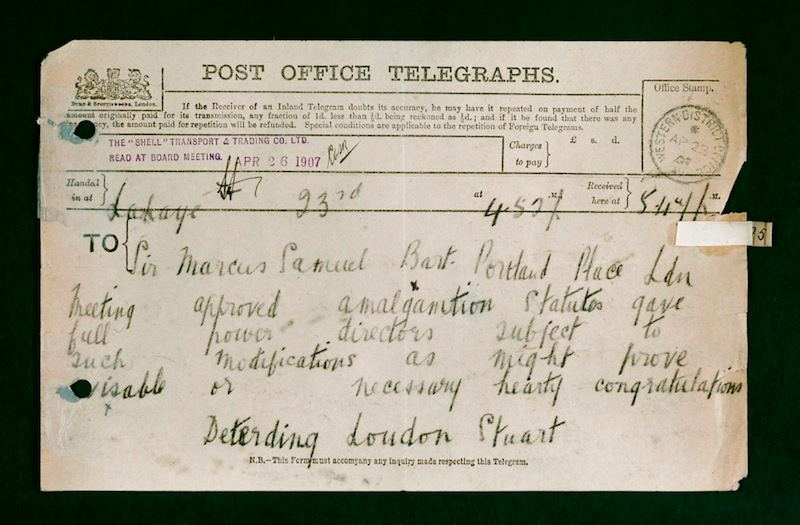
Télégraphe de 1907 envoyé par l'entremise du GPO.

Le General Post Office (GPO) est officiellement établi dans le royaume d'Angleterre en 1660 par Charles II d'Angleterre et se développe par la suite pour intégrer le système postal de l'État et les diverses formes de télécommunications. Des entreprises similaires sont créées dans l'ensemble des colonies de l'empire britannique. En 1969, le GPO disparaît au profit du Post Office. En 1981, l'entreprise est divisée entre le Post Office et British Telecommunications.
À l'origine, le GPO avait le monopole pour le transport d'objets entre deux personnes, ce qui était très important lorsque sont apparues les nouvelles formes de télécommunication. Le service postal était connu comme le Royal Mail car il s'appuyait sur le système de distribution utilisé pour les documents royaux et gouvernementaux. En 1661, le Postmaster General est créé pour gérer le GPO.